# Parangtritis

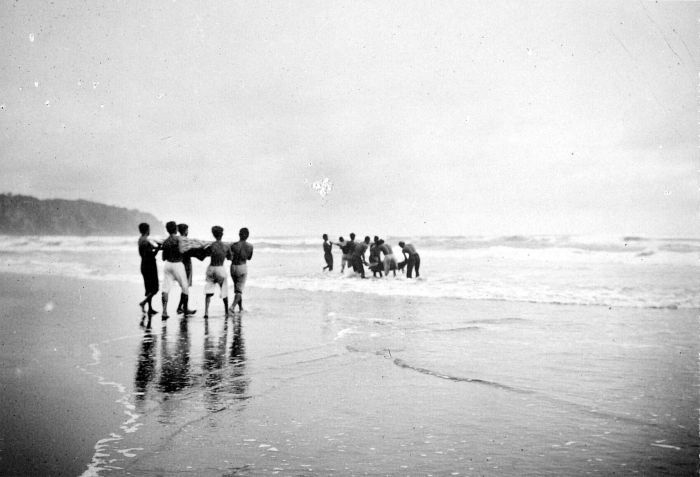
Groepjes mannen brengen klerenoffers aan de godin van de Zuidzee op de kroondag van de Sultan van Djogja (op het strand van Parangtritis), Wereldmuseum Amsterdam

Parangtritis is een Indonesische kustplaats aan de Indische Oceaan zo'n 30 km ten zuiden van Yogyakarta. Vanwege de gevaarlijke stroming is de oceaan ongeschikt om te zwemmen. 
Op het strand van Parangtritis vindt ook Labuhan, het feest van de koningin van de Zuidzee, plaats.
Op juli 2006 werd Parangtritis getroffen door een tsunami.